# Набоков, Николай Васильевич
Никола́й Васи́льевич Набо́ков (1838 — после 1907) — русский архитектор, академик Императорской Академии художеств.

## Биография
Учился в Императорской Академии художеств (1857—1862). Получил медали Академии художеств: малая серебряная (1858) за «проект памятника», большая серебряная медаль (1859) за «проект здания Публичной библиотеки», большая золотая медаль (1862) за проект «здания Академии художеств в одном из приморских городов южного края России на 300 вольноприходящих учеников». В 1862 году получил звание классного художника 1-й степени. В 1863 году отправлен за границу за казённый счет в качестве пенсионера Академии художеств. Академик Императорской Академии художеств.
Состоял редактором журнала «Эскизы архитектуры и художественной промышленности» (1875–1878), затем преподавал в Ремесленном училище (1879–1885) в Петербурге. Член Петербургского общества архитекторов и Общества развития прикладного художества. Архитектор и художник Экспедиции заготовления государственных бумаг (с 1885), архитектор при Санкт-Петербургской Думе, сотрудник ТСК МВД, учредитель классов практического и прикладного рисования (1905), рисовальщик, художник-прикладник. Выполнил большое количество эскизов для меблировки усадеб, царских покоев и яхт, перестраивал усадьбы. Выполнял отделку императорских покоев в Зимнем дворце в Петербурге.
В 1901—1903 годах по его рисункам Экспедицией Заготовления Государственных Бумаг издана серия из 12 открыток «Постройки при Петре Великом» (Адмиралтейство, Зимний дворец, Летний дворец, Летний сад, Гостиный двор, Троицкий собор и др.).
Жил в Петербурге, в 1906 году переехал в Бельгию.

## Проекты и постройки

### Санкт-Петербург
- Деревянные бараки при Рождественской городской больнице — двор. 2-я Советская улица, 6 — 3-я Советская улица, 3 (1871, не сохранились)[4][5].
- Доходный дом. Свечной переулок, 4 (1872)[6].
- Доходный дом Куракиной (надстройка). Улица Чайковского, 8 (1872—1873)[7].
- Дом М. Г. Разумовской (надстройка). Большая Морская улица, 29 (1873)[8].
- Доходный дом И. Е. Дурнякина. Можайская улица, 6 (1873—1874)[9].
- Доходный дом (левая часть). Можайская улица, 41 (1874)[10].
- Бараки Елизаветинской общины сестер милосердия. Свердловская набережная, 38А, 38В, 38К (1879—1880)[11][12][13].
- Особняк Е. А. Александровской (перестройка). Набережная Кутузова, 28 (1882)[14].
- Евгеньевский хирургический барак при Георгиевской общине сестер милосердия. Оренбургская улица, 4 (1886—1888).